# Veza-Canetti-Preis der Stadt Wien
Der Veza-Canetti-Preis der Stadt Wien, benannt nach der Schriftstellerin Veza Canetti (1897–1963), ist ein Literaturpreis der Stadtgemeinde Wien.

## Veza-Canetti-Preis
Der Literaturpreis wurde 2014 für hervorragende literarische Leistungen von Autorinnen, die ihren Wohnsitz in Wien haben oder über ein besonderes Naheverhältnis zur Stadt Wien verfügen, als Würdigung für deren bisheriges Lebenswerk begründet. Der Preis wird alljährlich vom amtsführenden Stadtrat für Kultur verliehen. Der Preis wird von einer unabhängigen Jury vertraulich entschieden und ist mit 10.000 Euro dotiert (Stand 2024).

## Preisträgerinnen
- 2014 Olga Flor
- 2015 Sabine Gruber
- 2016 Ilse Kilic
- 2017 Lydia Mischkulnig[1]
- 2018 Petra Ganglbauer
- 2019 Rosa Pock
- 2020 Elisabeth Reichart[2]
- 2021 Brigitta Falkner[3]
- 2022 Lisa Spalt[4]
- 2023 Anna Kim[5]
- 2024 Karin Peschka[6]
- 2025 Andrea Winkler[7]